# Dolichopeza dorsalis
Dolichopeza dorsalis är en tvåvingeart som först beskrevs av Johnson 1909.  Dolichopeza dorsalis ingår i släktet Dolichopeza och familjen storharkrankar. Inga underarter finns listade i Catalogue of Life.